# Mats-Åke Lantz
Mats-Åke Lantz (ur. 27 października 1951 w Östersund) – szwedzki biathlonista. W 1975 roku wystąpił na mistrzostwach świata w Anterselvie, gdzie zajął 59. miejsce w biegu indywidualnym. Podczas rozgrywanych dwa lata później mistrzostw świata w Vingrom zajął 22. miejsce w biegu indywidualnym, 40. w sprincie i ósme w sztafecie. Brał również udział w igrzyskach olimpijskich w Innsbrucku w 1976 roku, plasując się na ósmej pozycji w sztafecie. W 1971 roku zdobył brązowy medal w tej konkurencji podczas MŚJ w Hämeenlinna. Nigdy nie startował w zawodach Pucharu Świata.

## Osiągnięcia

### Igrzyska olimpijskie
| Rok  | Miejscowość | Konkurencje | Konkurencje | Konkurencje | Konkurencje | Konkurencje | Konkurencje | Konkurencje |
| Rok  | Miejscowość | IN          | SP          | PU          | MS          | RL          | MR          | SR          |
| ---- | ----------- | ----------- | ----------- | ----------- | ----------- | ----------- | ----------- | ----------- |
| 1976 | Innsbruck   | –           | nd.         | nd.         | nd.         | 8.          | nd.         | –           |

### Mistrzostwa świata
| Rok  | Miejscowość | Konkurencje | Konkurencje | Konkurencje | Konkurencje | Konkurencje | Konkurencje | Konkurencje |
| Rok  | Miejscowość | IN          | SP          | PU          | MS          | RL          | MR          | SR          |
| ---- | ----------- | ----------- | ----------- | ----------- | ----------- | ----------- | ----------- | ----------- |
| 1975 | Anterselva  | 59.         | –           | nd.         | nd.         | –           | nd.         | –           |
| 1977 | Vingrom     | 22.         | 40.         | nd.         | nd.         | 8.          | nd.         | –           |